# Pravopisni provjernik
Pravopisni provjernik (engl. spelling checker), računalni je program za provjeru usklađenosti tekstualnog zapisa napisanog na računalu s odabranom prvopisnom normom.